# 1952 Hesburgh
1952 Hesburgh eller 1951 JC är en asteroid i huvudbältet, som upptäcktes 3 maj 1951 av Indiana Asteroid Program vid Indiana University Bloomington med Goethe Link Observatory. Asteroiden har fått sitt namn efter Theodore Hesburgh.
Asteroiden har en diameter på ungefär 37 kilometer.